# Bayswater (Western Australia)
Bayswater ist ein Vorort von Perth, Western Australia, etwa zehn Kilometer nordöstlich von der Innenstadt. Es ist Teil des Bayswater City.

## Sport
Bayswater ist der Heimatort des Fußballvereins Bayswater City SC.